# L'Esclave blonde
Pour les articles homonymes, voir Amazonia.
Pour plus de détails, voir Fiche technique et Distribution.
L'Esclave blonde (Schiave bianche - Violenza in Amazzonia) est un film italien réalisé par Mario Gariazzo et sorti en 1985.

## Synopsis
Enlevée par des amazoniens après le meurtre de ses parents sous ses yeux, Catherine survit comme elle peut, apprenant les coutumes de la tribu où elle vit. Après diverses péripéties, elle retrouve les vrais assassins de ses parents.

## Fiche technique
- Titre français : L'Esclave blonde ou Amazonia, l'esclave blonde
- Titre original italien : Schiave bianche - Violenza in Amazzonia ou Amazonia inferno verde ou L'Amazzone bianca
- Réalisation : Mario Gariazzo
- Scénario : Franco Prosperi
- Musique : Franco Campanino
- Photographie : Silvano Ippoliti
- Montage : Gianfranco Amicucci
- Pays d'origine :  Italie
- Format : Couleurs - 1,77:1 - Mono - 35 mm
- Genre : Aventure, horreur
- Durée : 90 minutes
- Dates de sortie :
  - Italie : 9 août 1985
  - France : 19 février 1986
- Classification :
  - France : Interdit aux moins de 18 ans

## Distribution
- Elvire Audray: Catherine Miles Armstrong
- Álvaro Gonzáles : Umukai
- Rik Battaglia : Le père de Catherine
- Andrea Coppola (it) : L'oncle de Catherine

## Autour du film
- Il s'agit du premier des deux films à avoir été distribué sous le titre de Cannibal Holocaust 2 dans le but de doper les ventes en référence à Cannibal Holocaust qui a lancé le filon, le second étant L'Enfer vert, réalisé par Antonio Climati en 1988.
- Calqué sur le même principe que La Forêt d'émeraude sorti la même année (et lui-même basé sur une histoire vraie), le film débute sur l'enlèvement d'un adolescent contraint de vivre parmi une tribu en pleine forêt amazonienne[1].